# Alfred von Kleist
Friedrich Wilhelm Victor Alfred von Kleist (né le 16 novembre 1857 à Magdebourg et mort le 13 mai 1921 à Brandebourg-sur-la-Havel) est un lieutenant général prussien de la Première Guerre mondiale.

## Biographie

### Origine
Alfred est issu de la noblesse poméranienne von Kleist. Il est le fils du général de division prussien August von Kleist (de) (1818-1890) et de son épouse Emmilie, née von Morstein (1827-1866). Le général de division prussien Erwin von Kleist (1855-1910) est son frère aîné.

### Carrière militaire
Le 15 avril 1876, Kleist rejoint le 1er régiment de grenadiers de l'armée prussienne en tant que sous-lieutenant et le 23 décembre de la même année, il est transféré au 1er régiment d'artillerie de campagne, également stationné à Königsberg. D'octobre 1878 au 30 septembre 1880, il est envoyé à l'École combinée d'artillerie et du génie pour une formation continue. Il reprend ensuite ses fonctions à Königsberg et, du 1er juin 1883 au 31 décembre 1886, sert comme instructeur militaire à l'école supérieure des pompiers. Après que Kleist ait été promu premier lieutenant le 22 mars 1887, il est de nouveau envoyé à l'école supérieure des pompiers et transféré au 14e régiment d'artillerie de campagne, le laissant dans ce commandement. Kleist commence son service comme chef de batterie le 15 décembre 1890, en même temps qu'il est promu capitaine. Le 18 avril 1903, il est nommé commandant de l'école supérieure des pompiers de Berlin. Kleist dirige ce commandement jusqu'à sa nomination comme commandant du 74e régiment d'artillerie de campagne le 14 octobre 1909. Par arrêté du 25 avril 1911, il est affecté à l'ambassade d'Allemagne à Rome en tant qu'attaché militaire. Les « Instructions pour les attachés militaires et navals étrangers » du 2 février 1900 lui sont préalablement envoyées par le bureau de renseignement du Reichsmarineamt. À Rome, il remplace l'attaché militaire sortant Arnold Freiherr von Hammerstein-Equort (1867-1933). Il arrive à Rome le 30 avril 1911 et l'une de ses premières activités majeures est de participer aux manœuvres militaires italiennes au Tyrol en août. Le 1er juin 1911, il est promu lieutenant-colonel. Lorsque les troupes italiennes occupent certaines parties de la Libye en septembre de la même année afin de repousser la domination turque dans cette région, il se rend sur le front en tant qu'observateur. En novembre, il se trouve sur le théâtre de la guerre près de Tripoli. Au cours de son mandat, il participe à plusieurs reprises aux manœuvres impériales en Allemagne. C'est également le cas en septembre 1913. Le mois suivant, il est promu major général. Son remplacement au début de 1914 est retardé car son futur successeur au poste d'attaché militaire, le major von Zitzewitz, n'est pas disponible à temps. C'est pourquoi il reste à Rome jusqu'au 25 mai 1914.
Au début de la Première Guerre mondiale, Kleist commande la 6e brigade d'artillerie de campagne (de) sur le front occidental. Le 1er avril 1915, Kleist devient commandant du 115e division d'infanterie, avec laquelle il combat d'abord sur le front occidental et à la mi-août 1915 sur le front de l'Est. Là, il est promu lieutenant général le 6 novembre 1917. En février 1918, Kleist est nommé général commandant du 58e corps (de). À ce titre, il reçoit l'ordre Pour le Mérite le 18 octobre 1918. Après la fin de la guerre, Kleist sert brièvement du 10 au 18 janvier 1919 comme chef du 6e corps de réserve, est ensuite mis à disposition comme officier par l'armée et enfin le 1er février 1919 à la direction du 4e corps d'armée. Il occupe ce poste jusqu'au 7 juillet 1919, date à laquelle il est mis en attente et prend sa retraite.
Il est chevalier honoraire de l'Ordre de Saint-Jean et décède le 13 mai 1921 dans la ville de Brandebourg.

### Famille
Kleist se marie avec Elisabeth Gevers (1873-1944) à Posen le 8 mai 1894. Elle est la fille du major général Wilhelm Gevers (1845-1935) et de Laura von Bobers.